# Zborovice
Zborovice (in tedesco Sborowitz) è un comune della Repubblica Ceca facente parte del distretto di Kroměříž, nella regione di Zlín.